# Плато (департамент)
Плато (фр. Plateaux) — один из департаментов Республики Конго. Расположен в центральной части страны. Административный центр департамента — город Джамбала.
Департамент граничит на севере с департаментом Кювет, на юге департаментом Пул, на юго-западе с департаментом Лекуму, на западе с Габоном, и на востоке с Демократической Республикой Конго.

## Административное деление
Департамент Плато состоит из 11 округов (дистриктов):
- Абала (11 296 человек)
- Аллембе (4640 человек)
- Джамбала (17 265 человек)
- Гамбома (43 221 человек)
- Лекана (16 761 человек)
- Макотипоко (18 756 человек)
- Мбон (3163 человек)
- Мпуя (9283 человек)
- Нго (16 751 человек)
- Олломбо (21 272 человек)
- Онгони (12 183 человек)